# ウィリアム・アダマ
ウィリアム・アダマ (William Adama) は、アメリカのSFテレビドラマ『GALACTICA/ギャラクティカ』（パイロット版別題『バトルスター ギャラクティカ サイロンの攻撃』）に登場する架空の人物。エドワード・ジェームズ・オルモスが演じた。リメイク元の作品『宇宙空母ギャラクチカ』（別題『宇宙空母ギャラクティカ』）のアダマ司令官に相当する登場人物である。
カプリカ出身で、宇宙空母ギャラクティカの艦長（後に提督となる）である。父親は弁護士のジョセフ・アダマ、母親は会計士のエヴァリン・アダマ。最初の妻、キャロラインとの間に二人の息子、リーとザックがいる。
過去は詳細には語られていないが長年軍人として生きており家庭よりも仕事を優先していた。第一次サイロン戦争後、退役し軍から離れていた。その時期に後にギャラクティカの副長になるソール・タイと出会っている。後に、妻の家族のコネを使って軍役に復帰した。
軍部は第一次サイロン戦争終結後もサイロンに対して脅威を抱いており、特にアダマはギャラクティカのコンピュータのネットワーク化を頑なに拒むなどその筆頭であった。
スピンオフ「バトルスター ギャラクティカ blood and chrome」では初任務が描かれている。

## 経歴
- バイパー・パイロット（コールサインは「ハスカー（HUSKER）」
- 退役し、民間貨物船勤務
- 大尉（Captain）として、軍務復帰
- 空母アトランティア配属、着艦信号士官 (Landing Signal Officer)：少佐（Major）
- 空母コロンビア配属、副長 (Executive Officer)：大佐（Colonel）
- 空母バルキリー配属、艦長 (Commanding Officer)：代将（Commander）
- 空母ギャラクティカ配属、艦長
- 空母ギャラクテイカ艦長に在任のまま空母ペガサスを麾下に置き、実質的に空母戦隊司令官のポジションに就く:少将（Rear Admiral）に昇進